# Homoródszentpéteri unitárius templom

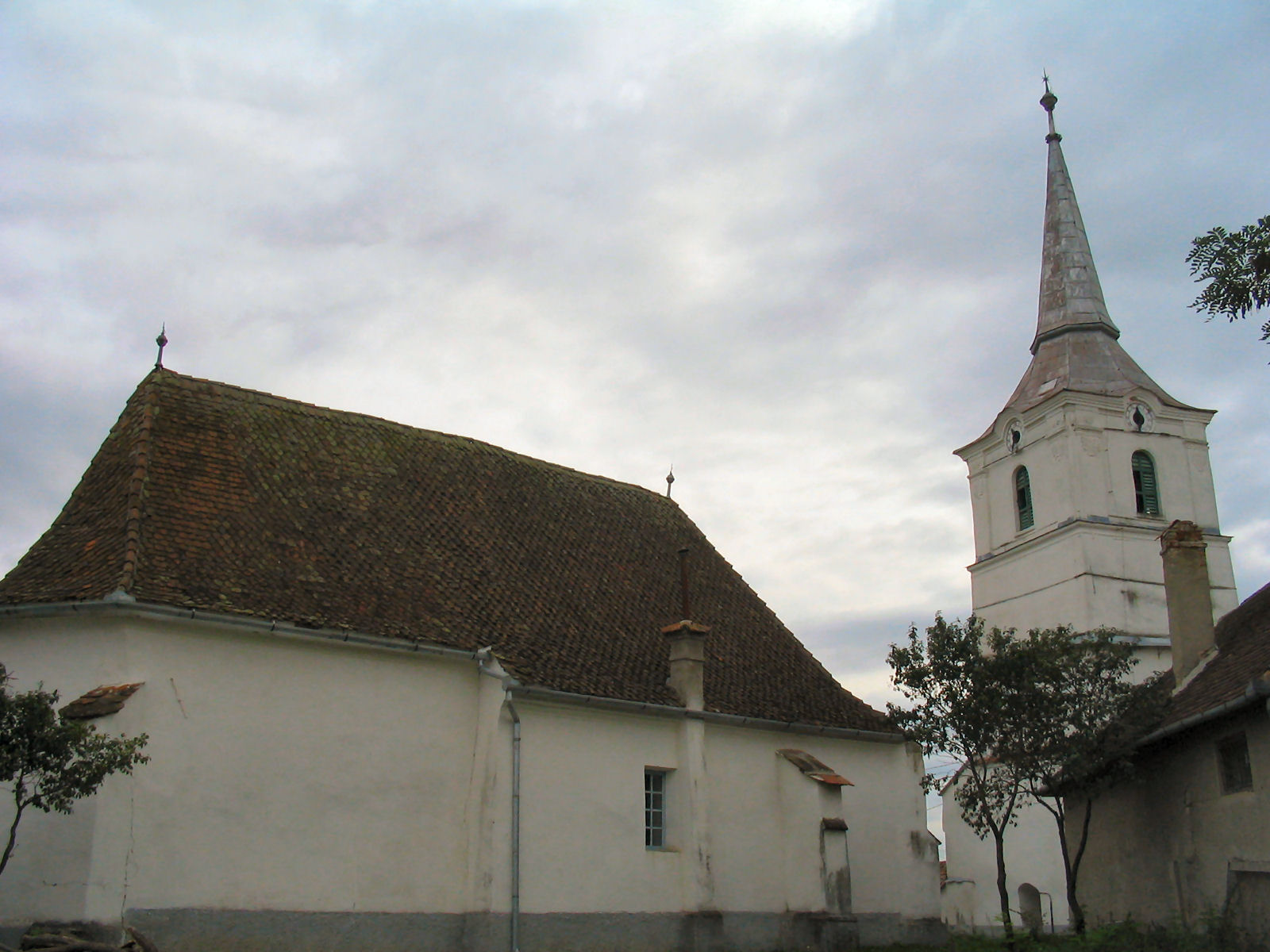
Homoródszentpéteri unitárius templom

Az egykor kőfallal körülvett  homoródszentpéteri unitárius templom a falu közepén áll.
A középkori műemlék épület megmaradt védőfala a nyugati részen négy saroktámmal szegett tornyot fog közre, amely napjainkban bejáratul szolgál.

## A templom története

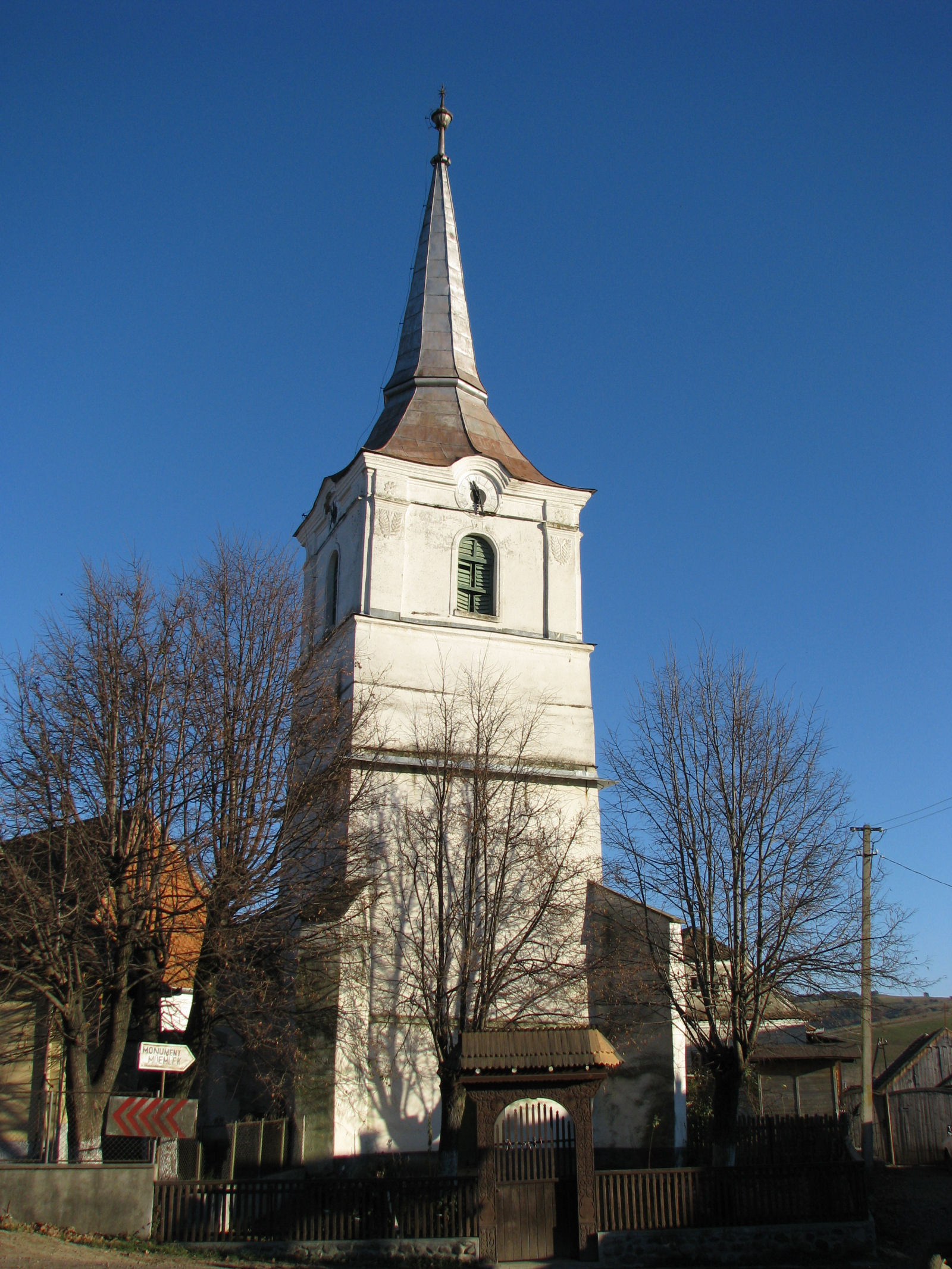
A templom tornya

A település első írásos említése a korabeli dokumentumok szerint 1567-re tehető, amikor Zenth Péter néven 9 kapuval volt bejegyezve. Az 1576-os regestrumban Szent Péterként 19 portával szerepelt.
A késő gótikus templomot a 15-16. század fordulóján kezdték építeni. A félköríves bejáratú torony alsó részén az 1744-es évszám olvasható. Az első és második szinten lőrésablakok láthatók, a homlokzaton az 1526-os évszám van bevésve.
Az 1715-ös vizitációs jegyzőkönyv kőből épült templomot  említ, 1789-ben zsindellyel fedett kőkerítést jegyeztek fel.
1758-1760 között a templomot nagymértékben átalakították. A hajó festett, kazettás, virágmintás famennyezete és  a nyugati karzat a  18. században készült.  
A keleti karzat 1835-ben,  a torony felső része 1851-ben épült.
1937-ben megtalálták a késő gótikus kori festett karzat maradványait, amelyeket a sepsiszentgyörgyi Székely Nemzeti Múzeumban helyeztek el. Kelemen Lajos (történész) Emlékkönyve és Balogh Jolán Az erdélyi renaissance című kiadványa szerint  a díszített karzat készítése a 16. század első felére tehető. 

## A templom leírása

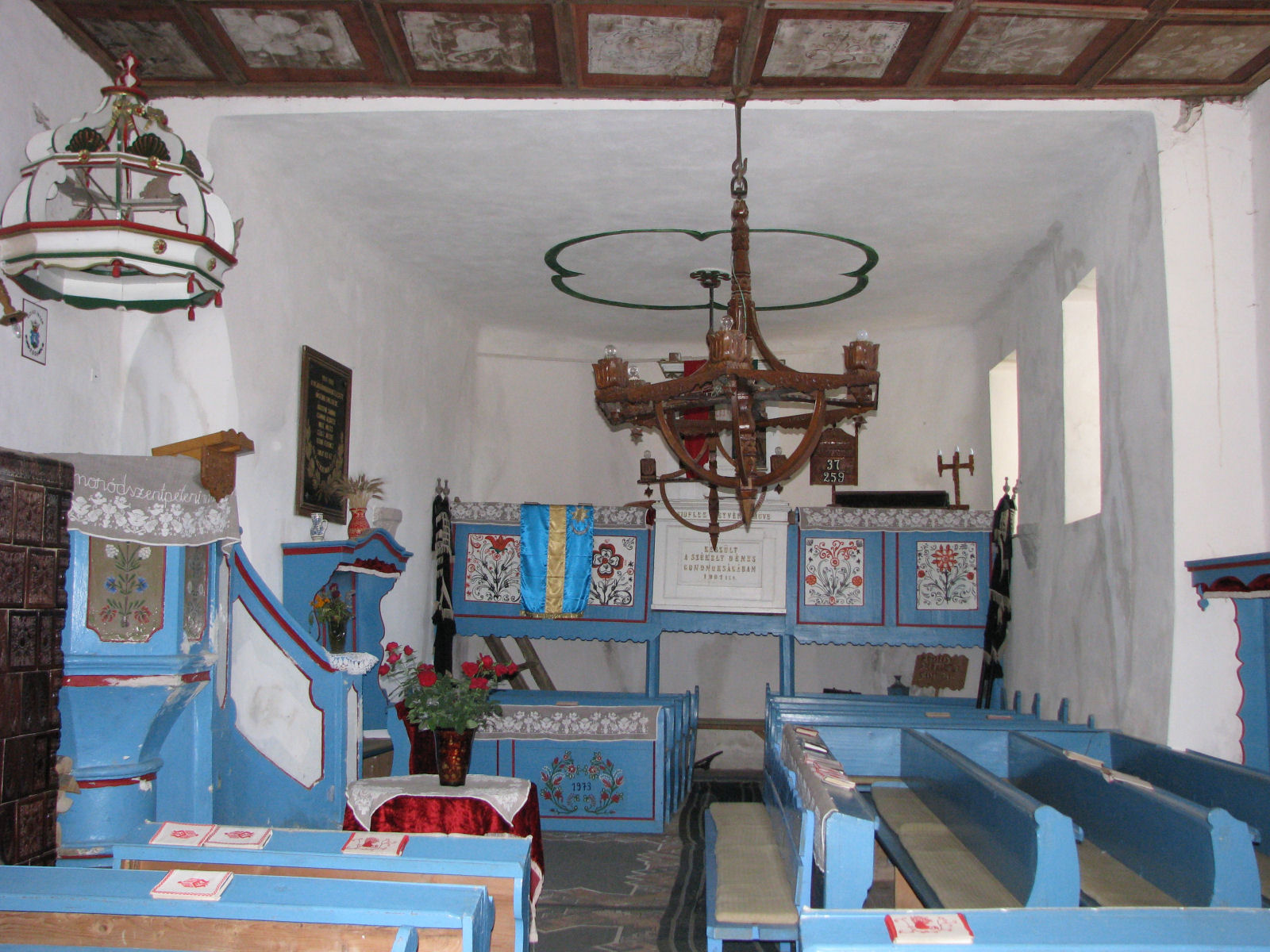
A templom belseje

A toronyhoz közel álló keletelt templom hajója és a sokszögzáródású szentélye kelet felé keskenyedik. A hajó nyugati bejárata félköríves, kőkeretét vakolat fedi.
Orbán Balázs A Székelyföld leírása című könyve szerint a hajó egykor csúcsíves lehetett.  Déli falán két átalakított ablaknyílás, közötte az 1930-as évszámot jelző portikusz látható, amelynek homlokfalába egy ötszirmú rozettás boltzárókő van beépítve.  A portikusz  a pálcataggal keretelt szemöldökgyámos déli bejáratot védi.

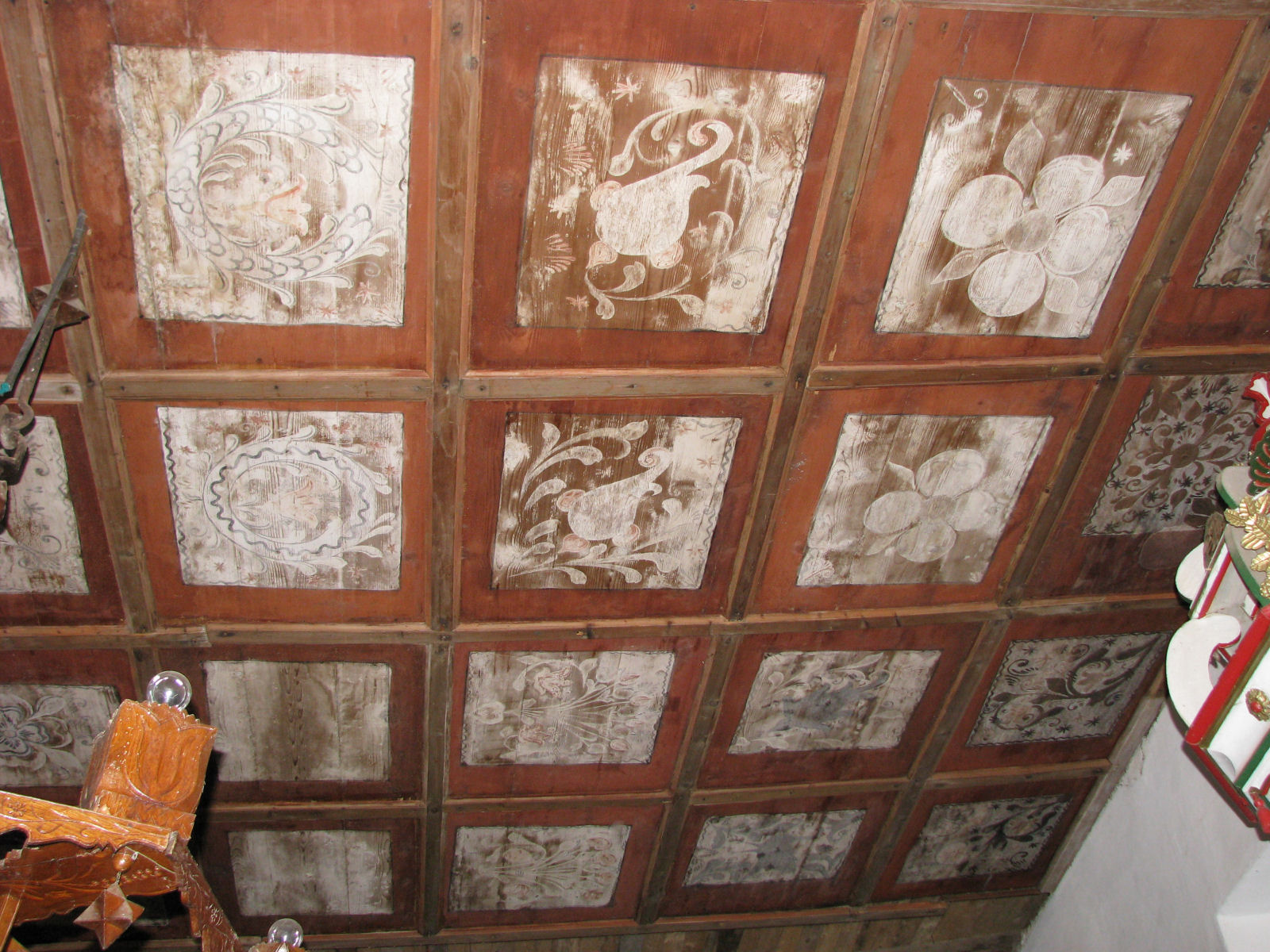
A templom kazettás mennyezete

A hajót szépen festett kazettás mennyezet fedi, hasonló virágmintás festésű a karzat nyolc mezőből álló mellvédje is.
A templom szentélye a hajónál valamivel keskenyebb, de jóval magasabb. A vízvetőkő nélküli, támokkal körbefogott szentély déli falába egy-egy keskeny, egyenes lezárású átalakított  ablak nyílik.
Az átépítések során a templom belseje elvesztette gótikus jellegét, diadalívének nyoma csak a szószék vonalában körvonalazódik.  A sík fedésű szentélyt középen nyolc levelű rozetta díszíti.
A szentély keleti felét 1835-ös évszámú festett orgonakarzat foglalja el. A karzat alján egykor 8 karzatmellvéd-deszka volt felszegezve, amelyek napjainkban a sepsiszentgyörgyi  Székely Nemzeti Múzeumban vannak elhelyezve.
Az 1520-ból származó mellvédeken lombdíszítés között két koszorúba foglalt címer látható. Az egyik címer kettéosztott pajzsán piros-fehér sávozást mutat, a másikat három levélből kinyíló virág tölti ki. A fakarzat díszítése, a torony építése a 18. század első felére tehető.
A templomot hajdan kőkerítés övezte, amely a különálló tornyot fogja közre. Napjainkban a kerítésből csak egy rövid szakasz maradt meg. A torony homlokzatán utólagos felirattal az 1526-os dátum látható, felső részét 1851-ben építették rá.

## Külső hivatkozások
- Udvarhelyszék. Homoródszentpéter